# Megachile preissi
Megachile preissi är en biart som beskrevs av Cockerell 1910. Megachile preissi ingår i släktet tapetserarbin, och familjen buksamlarbin. Inga underarter finns listade i Catalogue of Life.